# Гладков Андрій Валерійович
Андрі́й Вале́рійович Гладко́в — підполковник (посмертно) Збройних сил України. Учасник російсько-української війни.

## Короткий життєпис
Народився 1976 року в місті Баштанка (Миколаївська область). Закінчив Баштанську ЗОШ № 2. 1998 року закінчив навчання в Київському інституті управління та зв'язку. Розподілений до 164-ї радіотехнічної бригади (Харків), звідки направлений для подальшого проходження військової служби в Запорізький радіотехнічний батальйон. Одружився; виховували дітей.
Офіцер відділу підготовки управління радіотехнічних військ, оперативне командування «Південь». Брав участь в охороні південних повітряних рубежів в часі анексії Криму. В зоні бойових дій керував безпілотниками.
29 серпня 2014 року загинув під час виходу з оточення поблизу Іловайська у селі Многопілля — перебував в УАЗі полковника Бориса Кифоренка, у яку вояки проросійських сил поцілили із гранатомета. В автівці також перебували капітан Олександр Світличний та водій, який вижив.
2 вересня 2014 року тіло Андрія Гладкова разом з тілами 87 інших загиблих при виході з Іловайська було привезено до запорізького моргу. Похований 1 жовтня 2014 року в Запоріжжі на Кушугумському кладовищі, як невпізнаний герой. 28 січня 2015 року упізнаний за ДНК-експертизою.
Вдома залишилися мама, брат, дружина та двоє дітей.

## Нагороди і вшанування
За особисту мужність і героїзм, виявлені у захисті державного суверенітету та територіальної цілісності України, вірність військовій присязі під час російсько-української війни
- нагороджений орденом Богдана Хмельницького ІІІ ступеня (04.06.2015, посмертно).
- нагороджений орденом «За заслуги перед Запорізьким краєм» ІІІ ступеня (21.06.2017, посмертно)[2].
- Його портрет розміщений на меморіалі «Стіна пам'яті полеглих за Україну» у Києві: секція 4, ряд 3, місце 1
- Вшановується 29 серпня на щоденному ранковому церемоніалі вшанування українських захисників, які загинули цього дня у різні роки внаслідок російської збройної агресії[3]
- Іловайський Хрест (посмертно)
- 2019 року встановлено пам'ятну дошку його честі на території Баштанської школи № 2
- одна з вулиць Баштанки пойменована на його честь
- 24 вересня 2015 року наказом міністра оборони України № 714 майору Гладкову Андрію Валерійовичу присвоєно військове звання «підполковник» (посмертно).